# Philip Mason
Philip E. Mason (Engeland, 25 april 1972) is een Britse chemicus en youtuber. Hij staat beter bekend als Phil Mason en onder het online pseudoniem Thunderf00t (en ook VoiceOfThunder). Mason is bekend om zijn kritiek op religie, pseudowetenschap (inclusief creationisme) en de vierde golf van feminisme. Sinds 2013 werkt hij bij het Instituut voor Organische Chemie en Biochemie van de Tsjechische Academie van Wetenschappen.

## Biografie
Mason werd op 25 april 1972 geboren in Engeland. In 1993 behaalde hij een BSc (2:1) en in 1997 een PhD in scheikunde aan de Universiteit van Birmingham. De afkorting 2:1 staat voor 'tweede klasse eerste divisie', wat verwijst naar een score van 60 tot 69 uit 100 punten. Van 2003 tot in ieder geval augustus 2010 was Mason verbonden aan de Universiteit van Bristol.

### Loopbaan
Van 2002 tot 2012 werkte  Mason op de afdeling Voedingswetenschappen van Cornell University. Hij bestudeerde hier de moleculaire interacties tussen water- en suikermoleculen en de moleculaire modellering met betrekking tot eiwitten en guanidinium oplossingen. In 2013 kwam hij te werken bij het 'Instituut voor Organische Chemie en Biochemie' van de Tsjechische Academie van Wetenschappen, als lid van een onderzoeksgroep onder leiding van Pavel Jungwirth.

### Onderzoek naar alkalimetalen
Mason was de hoofdauteur van een origineel fysisch-chemisch onderzoek naar de aard van de alkalimetalen (bijvoorbeeld natrium en kalium) en hun interactie met zuurstof en water. Het is bekend dat de metalen explosief zijn wanneer ze in water vallen, aangezien ze in zuivere vorm kunnen worden verkregen. Men heeft lang gedacht dat dit werd veroorzaakt door de dissociatie van water door het metaal, waarbij waterstof en zuurstof vrijkwamen die opnieuw gecombineerd werden in een explosie. Mason ontwikkelde experimentele methoden en resultaten die erop duiden dat de eerste reactie van alkalimetalen en water coulombisch van aard is (dat wil zeggen, elektrische geladen). Deze lading zou het metaal verbrijzelen en in een extreem zuivere staat het water indrijven, wat zowel verdere coulombische dissociatie als waterdissociatie veroorzaakt. Dit in 2015 ontwikkelde resultaat was volledig nieuw voor de chemie. Zijn onderzoek was grotendeels mogelijk door de financiële ondersteuning van zijn YouTube gemeenschap, en is gepubliceerd in het tijdschrift Nature Chemistry.
In 2020 verscheen zijn onderzoek naar gesolvateerde elektronen opgelost in ammoniak op de voorpagina van het wetenschappelijke tijdschrift Science.

## Internetactiviteiten
Mason heeft zijn online persona gebruikt om een reeks onderwerpen kritisch te onderzoeken, waaronder voorstellen om wegen aan te leggen met zonnepanelen als wegdek. Hij heeft ook media-aandacht getrokken met zijn kritiek op Anita Sarkeesian en hyperloops. In 2014 was Mason tijdelijk geschorst van Twitter, omdat hij naar verluidt grove taal had gebruikt tegen Sarkeesian en andere feministen. Na twee maanden werd zijn account weer hersteld.
In 2015 probeerde Jenny Keller, eigenaar van het YouTube-kanaal Laughing Witch, Mason ontslagen te krijgen door brieven naar zijn werkgever te sturen. Keller beweerde dat deze inspanningen bedoeld waren om Mason onder druk te zetten, zodat hij inhoud op zijn kanaal zou veranderen dat zij beschouwde als seksistisch en islamofoob. Haar campagne, die ze ook online voerde, leidde tot een reactie uit van Mason. Hij plaatste een reeks video's waarin hij Keller en het bedrijf dat ze runt met haar man, Porcelain Tub Restoration, onder de loep nam. Deze video's leidden ertoe dat veel fans van Mason negatieve recensies voor dat bedrijf online plaatsten.

### Creationisme
Op zijn YouTube-kanaal genaamd Thunderf00t heeft Mason een serie video's uitgebracht gericht op creationisten, met de titel "Why do people laugh at creationists?" (Nederlands: Waarom lachen mensen om creationisten?). De video's waren voornamelijk richtte op de argumenten van Kent Hovind in openbare seminars. Socioloog Richard Cimino heeft de toon van deze video's omschreven als "die van de professionele, goed opgeleide en mondige Britse academische expert die in voice-over het irrationele gedrag en de houding van de gelovige blootlegt". Mason (oorspronkelijk alleen bekend als Thunderf00t) debatteerde met VenomFangX, een YouTube-blogger die het creationisme ondersteunt, in een reeks openbare uitwisselingen die bijna twee jaar duurden. De serie omvatte ook andere creationisten, zoals Ray Comfort en Casey Luskin (een voorstander van 'intelligent design').

### VoiceOfThunder
Op 7 april 2019 kondigde Mason aan dat hij een nieuw kanaal had aangemaakt genaamd VoiceOfThunder. Voortaan wilde Mason op het nieuwe kanaal achter de schermen video's delen, evenals opinie video's en politieke video's. Zodoende kon het Thunderf00t kanaal uitsluitend gebruikt worden voor wetenschappelijke en ontkrachtingsvideo's.